# Jonathan Owens
(en) Statistiques sur pro-football-reference
Jonathan James Owens, né le 22 juillet 1995, est un joueur de sécurité du football américain pour les Bears de Chicago de la Ligue nationale de football (NFL). Il a joué au football universitaire au Missouri Western et a signé avec les Cardinals de l'Arizona en tant qu'agent libre non repêché en 2018. Il a également joué pour les Texans de Houston et les Packers de Green Bay. Il est marié à la gymnaste américaine Simone Biles.

## Jeunesse
Owens joue au football au lycée Christian Brothers College High School (CBC) sous la direction de l'entraîneur Scott Pingel après avoir fréquenté le collège de la Loyola Academy de St. Louis. Au cours de sa carrière au lycée, Owens remporte le titre de secondeur de l'année à CBC.

## Carrière universitaire
Après son année en chemise rouge au cours de la saison 2013, Owens joue le rôle de demi défensif pour la Missouri Western State University (MWSU). Au cours de sa dernière saison en 2017, Owens est nommé étudiant-athlète masculin de l'année MWSU et remporte les honneurs de la deuxième équipe de la Mid-America Intercollegiate Athletics Association (MIAA). Owens figure sur le tableau d'honneur académique de la MIAA tout au long de sa carrière universitaire. Il s'est spécialisé en pré- kinésithérapie dans le but de devenir médecin.

## Carrière professionnelle
| Taille | Poids | Bras   | Main   | Sprint   | Sprint   | Sprint   | Shuttle 20 yards | 3 cones drill | Détente   | Détente     | Développé couché | Test Wonderlic |
| Taille | Poids | Bras   | Main   | 40 yards | 10 yards | 20 yards | Shuttle 20 yards | 3 cones drill | verticale | horizontale | Développé couché | Test Wonderlic |
| 1.80 m | 95kg  | 0.78 m | 0.25 m | 4.43 s   | 1.55 s   | 2.56 s   | 4.06 s           | 7.00 s        | 1.09 m    | 3.35 m      | 18 reps          | Inconnu        |

### Cardinals en l'Arizona
Owens signe avec les Cardinals de l'Arizona en tant qu'agent libre non repêché après le repêchage de la NFL en 2018. Au cours de la dernière semaine d'activités d'équipe organisées avant la saison 2018, Owens est exclu en raison d'une blessure et passe toute la saison dans la réserve des blessés.
Le 31 août 2019, Owens est écarté par les Cardinals.

### Texans de Houston
Le 30 septembre 2019, Owens est recruté dans l'équipe d'entraînement des Texans de Houston. Il est promu sur la liste active le 21 novembre 2019, mais renonce deux jours plus tard et réintègre l'équipe d'entraînement. Il signe un contrat de réserve/futur avec les Texans le 13 janvier 2020.
Le 5 septembre 2020, Owens est écarté par les Texans et rejoint l'équipe d'entraînement le lendemain,. Il est élevé de la liste active les 10 et 17 octobre pour les matchs des semaines 5 et 6 de l'équipe contre les Jaguars de Jacksonville et les Titans du Tennessee, et revient dans l'équipe d'entraînement après chaque match,. Le 12 décembre 2020, Owens est inscrit sur la liste active.
Le 31 août 2021, Owens est écarté par les Texans et réintègre l'équipe d'entraînement,. Il est promu sur la liste active le 4 décembre. Le 9 décembre, les Texans signent avec Owens un contrat de 1,175 million de dollars sur deux ans jusqu'à la saison 2022. Le 26 décembre 2021, Owens réalise sa première interception en carrière et son premier échappé récupéré lors de la victoire surprise des Texans contre les Chargers de Los Angeles. Le 3 janvier 2022, Owens est placé sur la réserve des blessés après avoir subi une luxation du poignet lors de la défaite de l'équipe lors de la 16e semaine contre les 49ers de San Francisco.

### Packers de Green Bay
Le 12 mai 2023, Owens signe avec les Packers de Green Bay. Le jour de Thanksgiving contre les Lions de Détroit, Owens marque son premier touché en carrière sur un échappé de 27 verges alors que les Packers gagnaient 29-22.

### Bears de Chicago
Le 13 mars 2024, Owens a signé un contrat de deux ans avec les Bears de Chicago.

## Vie privée
Owens et la gymnaste Simone Biles annoncent leurs fiançailles le 15 février 2022. Ils se marient le 22 avril 2023. Il obtient un congé du camp d'entraînement des Bears de Chicago pour la regarder concourir à Paris aux Jeux olympiques d'été de 2024.